# Новий Кнежеваць (община)

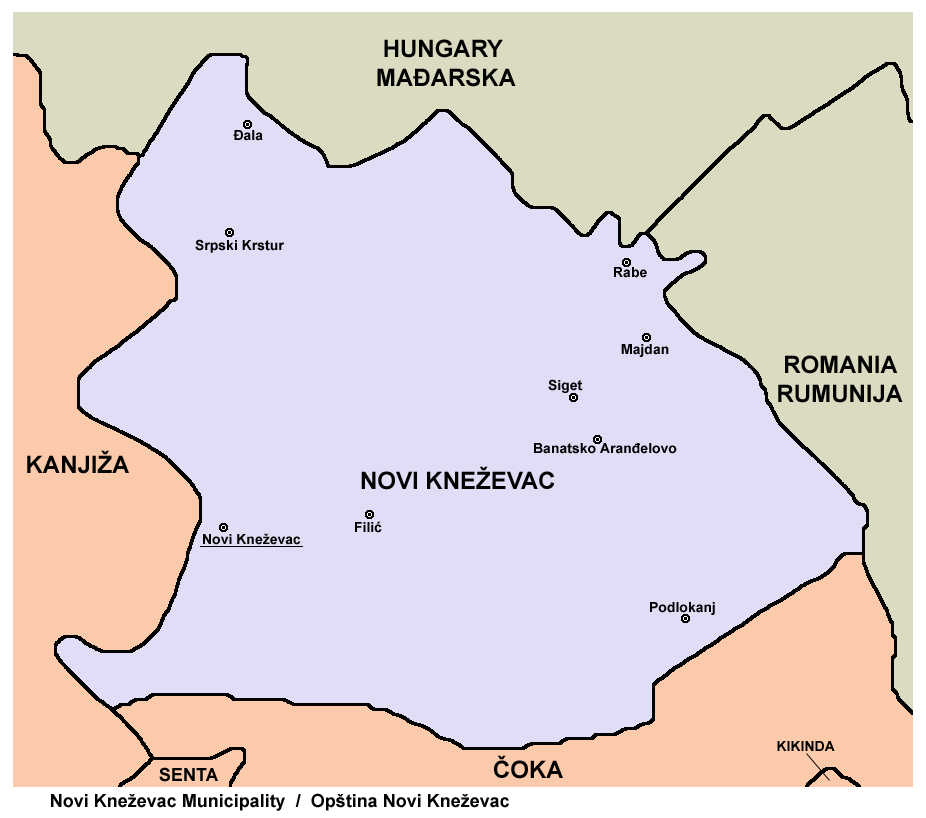

Общи́на Но́вий Кне́жеваць (серб. Општина Нови Кнежевац) — община у Сербії, в складі Південно-Банатського округу автономного краю Воєводина. Адміністративний центр — містечко Новий Кнежеваць.

## Населення
Згідно з даними перепису 2002 року в общині проживало 12 975 осіб, з них:
- серби — 59,5%
- угорці — 29,8%
- цигани — 5,0%
- югослави — 1,6%

## Населені пункти
Община утворена з 9 населених пунктів (1 містечка та 8 сіл):
| № | Населений пункт       | Площа, км² | Населення, осіб (2002, перепис) |
| - | --------------------- | ---------- | ------------------------------- |
| 1 | Банатське Аранджелово | 74,01      | 1 718                           |
| 2 | Джала                 | 20,9       | 1 004                           |
| 3 | Майдан                | 25,02      | 292                             |
| 4 | Новий Кнежеваць3      | 124,04     | 7 581                           |
| 5 | Подлокань             | 74,01      | 217                             |
| 6 | Рабе                  | 25,02      | 135                             |
| 7 | Сигет                 | 74,01      | 247                             |
| 8 | Српский Крстур        | 54,9       | 1 620                           |
| 9 | Філич                 | 124,04     | 161                             |

1 — подано разом;
2 — подано разом;
3 — містечко;
4 — подано разом